# Bāgh (ort)
Bāgh är en ort i Indien.   Den ligger i distriktet Dhār och delstaten Madhya Pradesh, i den centrala delen av landet, 700 km söder om huvudstaden New Delhi. Bāgh ligger 238 meter över havet och antalet invånare är 7 764.
Terrängen runt Bāgh är platt. Runt Bāgh är det ganska tätbefolkat, med 199 invånare per kvadratkilometer. Närmaste större samhälle är Kukshi, 17,2 km söder om Bāgh. Trakten runt Bāgh består till största delen av jordbruksmark.